# Tritonia nilsodhneri
Tritonia nilsodhneri är en snäckart som beskrevs av Ernst Marcus 1983. Tritonia nilsodhneri ingår i släktet Tritonia och familjen Tritoniidae. Inga underarter finns listade i Catalogue of Life.

## Bildgalleri

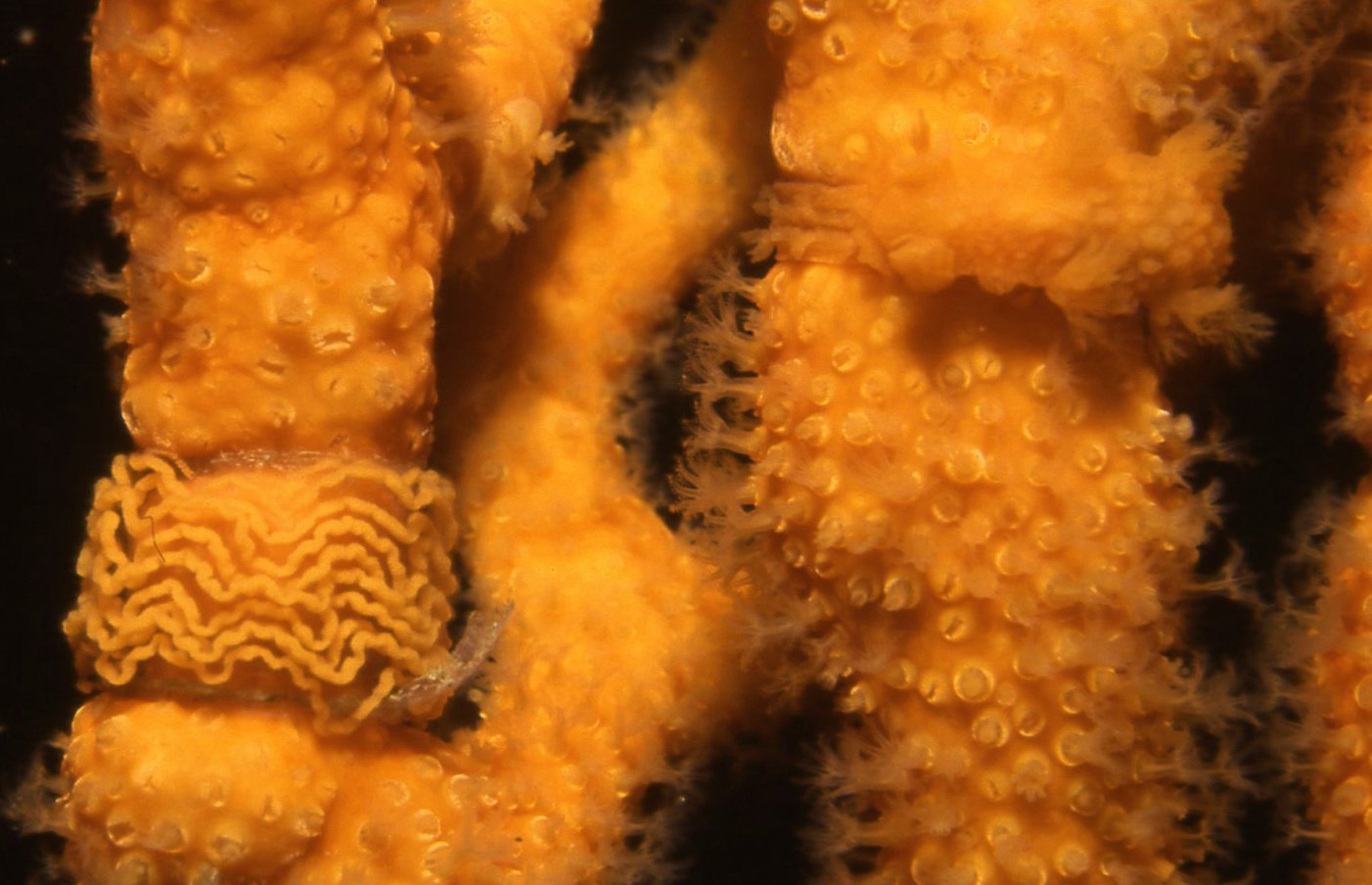
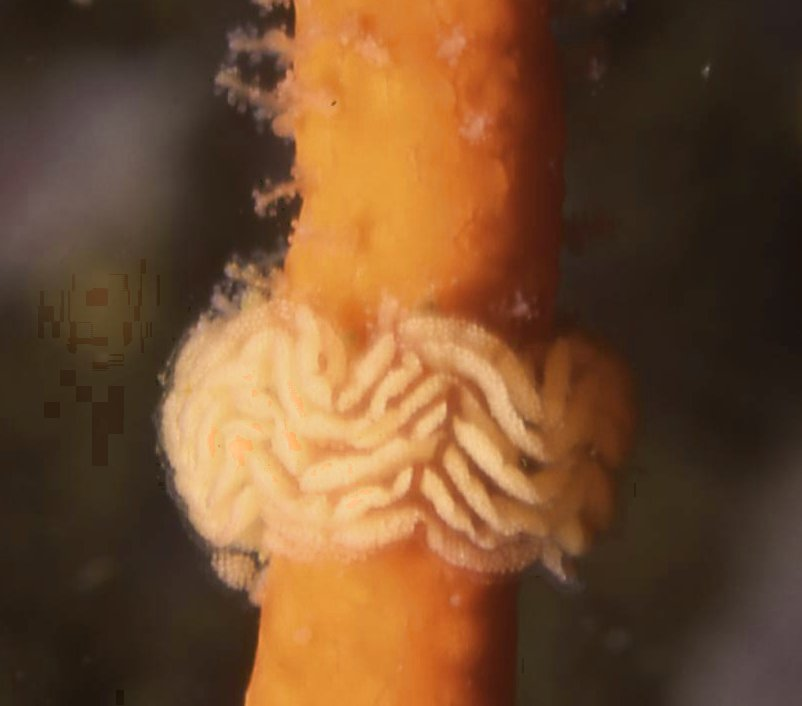